# Skřípinka
Skřípinka (Blysmus) je rod jednoděložných rostlin z čeledi šáchorovité (Cyperaceae). Někteří autoři řadili (hlavně v dávnější minulosti) druhy rodu skřípinka (Blysmus) do rodu skřípina v nejširším pojetí (Scirpus s.latissimo.) nebo byly řazeny do rodu šášina (Schoenus). V současnosti však většina autorů tato pojetí už nezastává.

## Popis
Jedná se o vytrvalé trsnaté nebo netrsnaté byliny, s plazivými oddenky. Jsou jednodomé, převážně s oboupohlavnými květy, nejvyšší květ v klásku někdy bývá samičí. Lodyhy jsou trojhranné až téměř oblé. Listy jsou většinou jen na bázi a v dolní části lodyhy, jsou střídavé, přisedlé, s listovými pochvami. Čepele jsou čárkovité, se souběžnou žilnatinou. Květy jsou v květenstvích, v kláscích. Klásky skládají dvouřadý (často smáčklý) vrcholový klas. V květenství jsou listeny, dolní je nejdelší. Květy vyrůstají z paždí plev. Okvětí je přeměněno v 4-7 štětinek, které jsou nazpět obrácenými chloupky drsné, někdy jsou zakrnělé. Tyčinky jsou 2-3, jsou volné. Gyneceum je složeno většinou ze 2 plodolistů, je synkarpní, blizny většinou 2, semeník je svrchní. Plodem je čočkovitá nažka.

## Rozšíření ve světě
Jsou známy asi 2-3 druhy, které jsou rozšířeny hlavně v Evropě a Asii.

## Rozšíření v Česku
V ČR roste jediný druh, skřípinka smáčknutá (Blysmus compressus). Jedná se o silně ohrožený druh (C2), rostoucí nyní už dost vzácně na slatinných prameništích a zamokřených cestách.

## Seznam druhů
- Blysmus compressus – Evropa, Asie
- Blysmus rufus – Evropa, Asie
- Blysmus sinocompressus – východní Asie
- možná další